# 마이티 맨
《마이티 맨(Mighty Man)》은 대한민국에서 
2005년 12월 16일 제작 및 개봉된 박재영 감독의 드라마 영화 작품이다. 이다윗 등이 주연으로 출연하였다.

## 출연

### 주연
- 이다윗 ... 김영광 역 - 1995년 돼지띠생 초등학교 4학년
- 조가은 ... 장수진 역 - 1995년 돼지띠생 초등학교 4학년
- 신태훈 ... 태민석 역 - 1995년 돼지띠생 초등학교 4학년

## 제작진
- 프로듀서: 김광민
- 조명: 이동규
- 조연출: 허정환
- 붐어시스턴트: 강주석
- 믹싱: 김수현
- 미술: 정승연
- 미술: 문정미
- 콘티: 유윤성